# Нектарка угандійська
Некта́рка угандійська (Nectarinia purpureiventris) — вид горобцеподібних птахів родини нектаркових (Nectariniidae). Мешкає в регіоні Африканських Великих озер.

## Поширення і екологія
Угандійські нектарки мешкають в Демократичній Республіці Конго, Уганді, Руанді і Бурунді. Вони живуть у вологих гірських тропічних лісах.